# Кононенко, Кирилл Сергеевич
Кири́лл Серге́евич Кононе́нко (9 января 1992, Прокопьевск) — российский хоккеист, нападающий. Воспитанник новосибирского хоккея.

## Карьера
Начал карьеру в 2009 году в составе команды МХЛ «Сибирские снайперы». За молодёжную команду новосибирской «Сибири» выступал на протяжении трёх сезонов, набрав в 154 матчах 48 (25+23) очков. Перед началом сезона 2012/13 перешёл в ВХЛ, подписав контракт с «Рязанью».
По ходу сезона 2012/13 «Сибирь» решил отозвать своего воспитанника из фарм-клуба. 17 февраля 2013 года, в последнем матче регулярного чемпионата против «Локомотива», Кононенко дебютировал в КХЛ.
Главный тренер клуба «Сибирь-НЗХК» выступающего в СХЛ (Сибирская хоккейная лига).